# Algorisme k-means

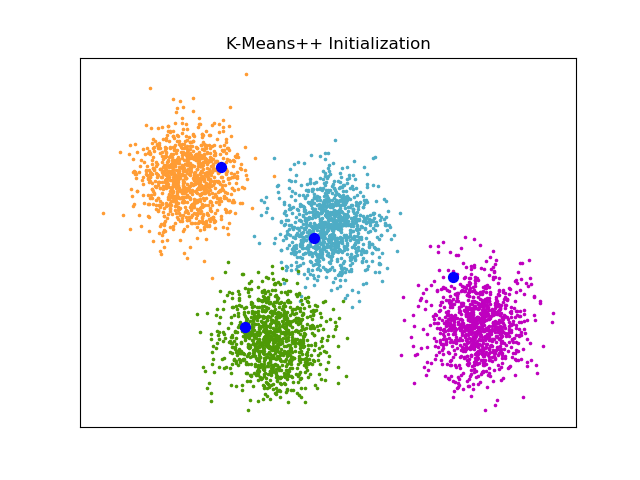
exemple de k-means++

L'algorisme K-means és un mètode de quantificació vectorial que té com a objectiu la partició d'un conjunt n observacions en k grups en el qual cada observació pertany al grup més proper a la mitjana. És un mètode utilitzat en mineria de dades.

## Descripció
Donat un conjunt d'observacions (x1,
x₂, …,
xn), on cada observació és un vector real de d dimensions,  k-means construeix una partició de les
observacions en k conjunts (k ≤ n)
S = {S1, S₂, …, Sk}. A fi de minimitzar la suma dels quadrats a dins de cada grup (WCSS):
{\displaystyle {\underset {\mathbf {S} }{\operatorname {arg\,min} }}\sum _{i=1}^{k}\sum _{\mathbf {x} _{j}\in S_{i}}\left\|\mathbf {x} _{j}-{\boldsymbol {\mu }}_{i}\right\|^{2}}
on µi és la mitjana de punts en
Si.

## Aplicacions
L'algorisme k-means és fàcil d'aplicar fins i tot en grans grups de dades. S'utilitza sovint abans d'aplicar altres algorismes per donar un punt de partida al programa (preprocessing).

### Clusterització de dades
Un dels seus usos és la clusterització de dades, fonamental en l'aprenentatge automàtic. Consisteix a agrupar punts de dades segons la seva similitud. Aquest us serveix, per exemple, per la segmentació de mercat, on els clients són agrupats segons característiques o comportaments similars.

### Quantificació vectorial
L'algorisme k-means s'utilitza per quantificar colors dins dels grups k. Amb això es pot, per exemple, agrupar els colors d'una imatge digital per “simplificar-la” i així evitar perdre qualitat quan es comprimeix.